# Behind Blue Eyes
"Behind Blue Eyes" là ca khúc của ban nhạc rock người Anh, The Who. Ca khúc được phát hành vào tháng 11 năm 1971 làm đĩa đơn cho album thứ năm của họ, Who's Next, và được viết chính bởi Pete Townshend vốn là để cho dự án Lifehouse của anh. Đây được coi là ca khúc tiêu biểu nhất cho sự nghiệp của ban nhạc và từng được hát lại bởi rất nhiều nghệ sĩ khác nhau.

## Bảng xếp hạng
| Bảng xếp hạng (1971)     | Vị trí cao nhất |
| ------------------------ | --------------- |
| Pháp (SNEP)              | 147             |
| Hoa Kỳ Billboard Hot 100 | 34              |
| US Cashbox               | 24              |

## Thành phần tham gia sản xuất
- Roger Daltrey – hát chính, hát bè.
- Pete Townshend – guitar acoustic, guitar lead, hát nền.
- John Entwistle – bass, hát nền.
- Keith Moon – trống.